# Dans la paix des saisons
 (juin 2019).
Si vous disposez d'ouvrages ou d'articles de référence ou si vous connaissez des sites web de qualité traitant du thème abordé ici, merci de compléter l'article en donnant les références utiles à sa vérifiabilité et en les liant à la section « Notes et références ».
Dans la paix des saisons est un roman de Christian Signol publié en 2016.

## Résumé
En 1997 à Maisons-Alfort, Matthieu, 40 ans, opéré d'un cancer des poumons, va chez ses grands-parents, Paul, 79 ans et Louise, dans le Quercy, qui l'ont élevé. Il dit sa maladie puis aide Paul, ex-maréchal-ferrant, à forger encore, et Louise au jardin. Paul a ferré son dernier cheval en 1961 puis ils ont vécu du jardin, des volailles et de la pêche. Matthieu oublie la maladie mais elle revient. Louise lui fait des tisanes. Paul l'emmène pêcher au filet la nuit. Il repart guéri.